# Morski psi rogonje
Morski psi rogonje (lat. Heterodontus), rod morskih pasa (Selachii) u nadredu Galeomorphi koji čini samostalnu porodicu i red s nekoliko vrsta.

## Vrste
1. Heterodontus francisci (Girard, 1855)
2. Heterodontus galeatus (Günther, 1870)
3. Heterodontus japonicus Miklouho-Maclay & MacLeay, 1884
4. Heterodontus marshallae White, Mollen, O'Neill, Yang & Naylor, 2023[2]
5. Heterodontus mexicanus Taylor & Castro-Aguirre, 1972
6. Heterodontus omanensis Baldwin, 2005
7. Heterodontus portusjacksoni (Meyer, 1793)
8. Heterodontus quoyi (Fréminville, 1840)
9. Heterodontus ramalheira (Smith, 1949)
10. Heterodontus zebra (Gray, 1831)